# Cathédrale Sainte-Hripsimé de Yalta
Sainte-Hripsimé (en arménien : Սուրբ Հռիփսիմե եկեղեցի, en ukrainien : Церква Святої Ріпсіме) est une église dédiée à sainte Hripsimé située à Yalta en Crimée.
Son plan est calqué sur celui de l'église de Sainte-Hripsimé d'Etchmiadzin en Arménie. En effet, une partie de cette église classée au patrimoine mondial de l'UNESCO a été utilisée symboliquement dans les fondations de cette église.

## Histoire
L'église a été construite de 1905 à 1917.

## Architecture

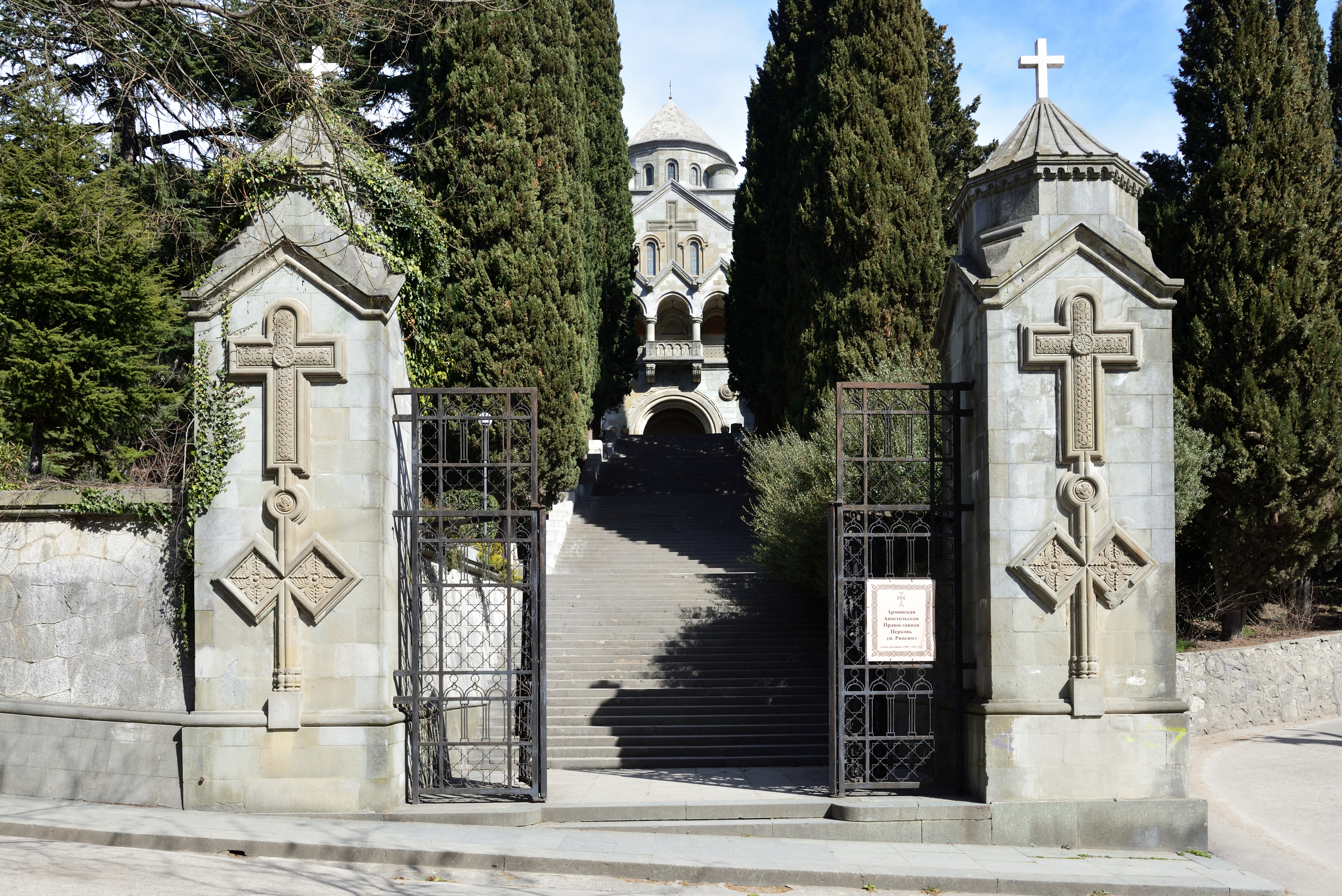
Portail et allée.
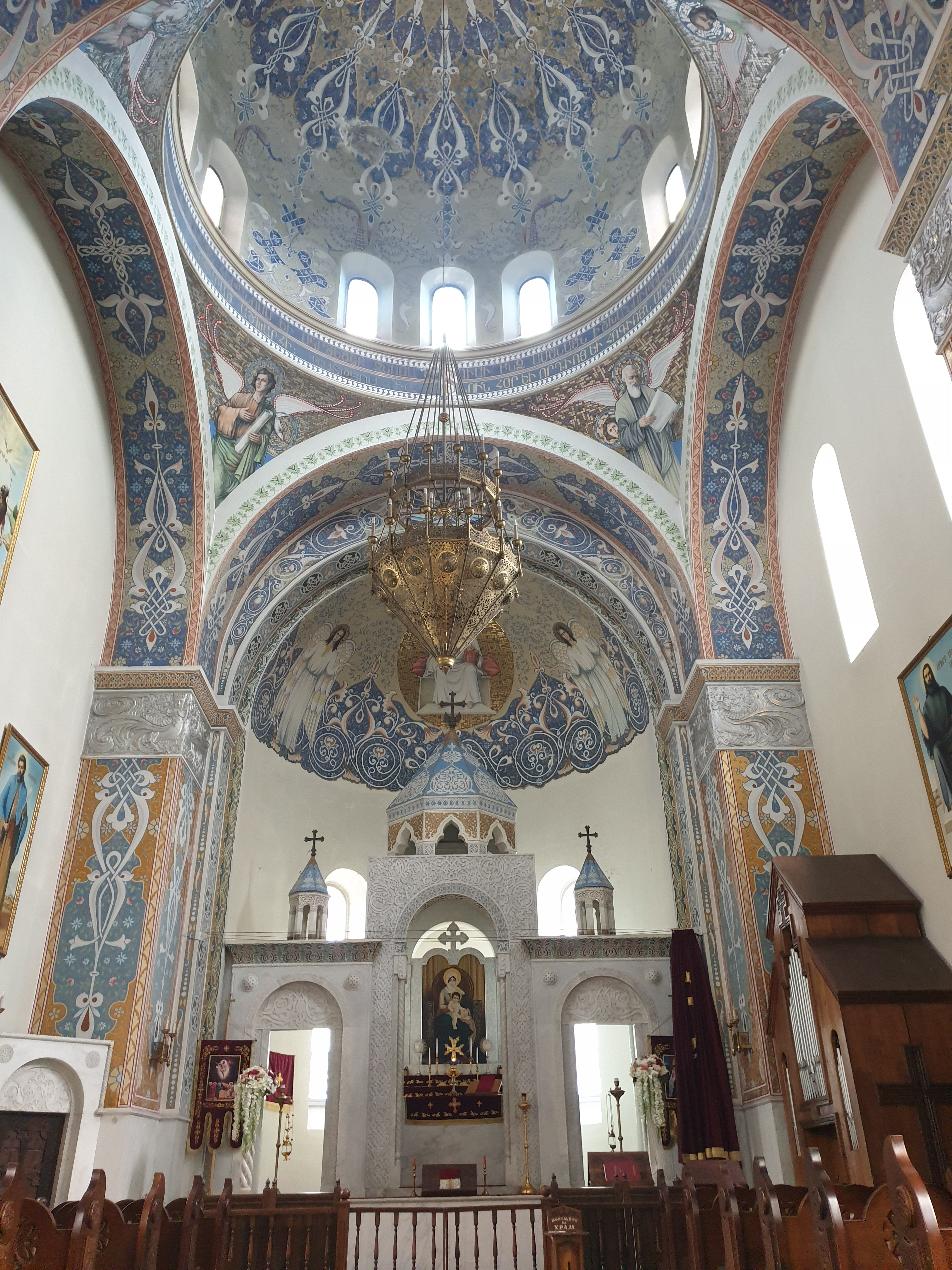
Son intérieur.
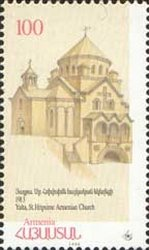
Sur un timbre arménien de 1997.